# رستي توريس
رستي توريس (بالإنجليزية: Rusty Torres)‏ هو لاعب كرة قاعدة أمريكي، ولد في 30 سبتمبر 1948 في Aguadilla, Puerto Rico ‏ في الولايات المتحدة.

## وصلات خارجية
- رستي توريس على موقعبيزبول رفرنس.كوم (الدوري الرئيسي) (الإنجليزية)
- رستي توريس على موقعبيزبول رفرنس.كوم (الدوري الثانوي) (الإنجليزية)
- رستي توريس على موقع مشجعي الرسوم البيانية (الإنجليزية)